# Fagundes
Fagundes là một đô thị thuộc bang Paraíba, Brasil. Đô thị này có diện tích 162,101 km², dân số năm 2007 là 11830 người, mật độ 67,4 người/km².